# Deportivo Oceanía (métro de Mexico)
Deportivo Oceanía est une station de la Ligne B du métro de Mexico, dans la délégation Gustavo A. Madero.

## La station
La station ouverte en 1999, doit son nom au club sportif Deportivo Oceania, situé non loin. Son logo combine un koala et un ballon.